# Верхне-Нарынский каскад ГЭС
Ве́рхне-Нары́нский каска́д ГЭС — приостановленный проект по строительству гидроэнергетического комплекса, включающего в себя 4 гидроэлектростанции в верхнем течении реки Нарын, у города Нарына в Кыргызстане. Строительные работы велись с 2013 по 2015 годы в соответствии с межправительственным соглашением между Кыргызстаном и Россией, пуск первого гидроагрегата был намечен на 2016 год, завершить строительство планировалось в 2019 году. Оператор проекта — ЗАО «Верхне-Нарынские ГЭС», которым на паритетных началах владеют российское ОАО «РусГидро» и кыргызстанское ОАО «Электрические станции». 20 января 2016 года парламент Кыргызстана денонсировал межправительственное соглашение, после того, как столкнувшаяся с кризисом российская сторона приостановила финансирование проекта.

## Природные условия
Верхне-Нарынский каскад запроектирован в верхнем течении реки Нарын, на участке от слияния Большого и Малого Нарына до города Нарына. На данном участке река протекает в долине шириной 4—8 км, с абсолютными отметками высот 2100—2300 м. Долина асимметрична — на левом берегу развиты террасы. Ширина русла реки варьирует от 30—40 м в районе Акбулунской ГЭС до более чем 100 м в районе Нарынских ГЭС 1—3. В районе плотины Акбулунской ГЭС расположены протерозойские порфиры и сланцы, остальные сооружения каскада располагаются на неогеновых отложениях (переслаивание песчаников, аргиллитов, конгломератов, глин), часто перекрытыми галечниковыми отложениями значительной толщины (до 80 м). Долина реки располагается в Алабуга-Нарынской впадине, по днищу которой проходит Центрально-Нарынский разлом, пересекающий трассу деривационного канала и водохранилище Нарынской ГЭС-1. Сейсмичность района строительства составляет 9 баллов по шкале MSK-64.
Река Нарын имеет ледниково-снеговое питание, меженный сток формируется подземными водами. Половодно-паводковый период начинается во второй половине апреля, достигает максимумов в мае-июне и завершается в сентябре-октябре. Минимальные значения стока фиксируются во второй половине февраля. Площадь водосбора реки составляет в створе Акбулунской ГЭС 9580 км², в створе Нарынской ГЭС-3 10 100 км², среднегодовой сток — 75 и 80 м³/с соответственно. Максимальные расчётные расходы (обеспеченностью 0,1 % — то есть один раз в 1000 лет) оцениваются в 1060 и 1110 м³/с, для створов Акбулунской ГЭС и Нарынской ГЭС-3 соответственно. Климат района расположения каскада континентальный, средняя годовая температура составляет 3 °C. Самый холодный месяц — январь (средняя температура −16,4 °C, абсолютный минимум −38 °C), самый тёплый — июль (средняя температура 17,1 °C, абсолютный максимум 37 °C). Средняя продолжительность безморозного периода — 152 дня, годовое количество осадков — 303 мм.

## Станции каскада
Согласно проекту, каскад должен включать в себя 4 последовательно расположенные гидроэлектростанции: Акбулунскую ГЭС, а также Нарынские ГЭС-1, 2 и 3. Все станции запроектированы по плотинно-деривационной схеме (часть напора создаётся при помощи плотин, часть с использованием деривации), с небольшими водохранилищами, что снижает площади затопляемых земель. Выбранная схема каскада позволяет полностью использовать падение более чем 30-километрового участка реки — нижним бьефом вышележащих станций являются водохранилища нижележащих. Общая проектная установленная мощность ГЭС каскада составляет 237,7 МВт, гарантированная мощность — 21,85 МВт, среднегодовая выработка — 942,4 млн кВт·ч.
Конструктивно все станции каскада близки друг к другу, и включают в себя головной узел (плотина, водосброс, малая головная ГЭС), деривацию в виде канала и напорно-станционный узел (напорный бассейн, водоводы, здание ГЭС). Несколько выделяется головная Акбулунская ГЭС, имеющая более высокую плотину и более короткую деривацию. Сооружения и оборудование ГЭС унифицированы с целью снижения затрат.

### Акбулунская ГЭС
Акбулунская ГЭС запроектирована головной в каскаде, отличается наибольшей мощностью, высотой плотины и размерами водохранилища. Створ плотины ГЭС расположен между 578 и 579 км реки, недалеко от слияния Большого и Малого Нарына. Напор на гидроагрегаты ГЭС, составляющий 76,7 м, создаётся при помощи плотины (59,8 м) и деривации (16,9 м). Сооружения станции, согласно проекту, будут должны в себя:
- Грунтовую плотину высотой 75 м и длиной 363 м. Плотина отсыпается из гравийно-галечникового грунта, в качестве противофильтрационного элемента предусмотрено ядро из суглинка. Ядро опирается на железобетонную плиту толщиной 1,5 м, в основании ядра предусмотрена цементационная потерна.
- Поверхностный водосброс, расположенный у плотины на правом берегу, рассчитанный на расход 245 м³/с. Состоит из двух водосливных пролётов, перекрываемых сегментными затворами, бетонного лотка, быстротока и носка-трамплина.
- Туннельный строительно-эксплуатационный водосброс, расположенный у плотины на правом берегу, рассчитанный на расход 735 м³/с. Включает в себя входной портал с водоприёмником, тоннель и выходной портал. Тоннель спроектирован как безнапорный, сечением 9×10 м, используется как в строительный период, так и в период постоянной эксплуатации.
- Приплотинную малую ГЭС мощностью 7,4 МВт, предназначенную для энергетического использования обязательного санитарного попуска в нижний бьеф (10 м³/с). Расположена на левом берегу, включает в себя водоприёмник, два напорных водовода, здание ГЭС. В здании ГЭС планируется установить два вертикальных гидроагрегата мощностью по 3,7 МВт с радиально-осевыми турбинами, работающими на расчётном напоре 59,9 м.
- Деривацию, расположенную на левом берегу и включающую в себя водоприёмник и деривационный канал длиной 2300 м. Канал рассчитан на расход 120 м³/с, сечение трапецеидальное, стены и дно канала для исключения фильтрационных потерь бетонируются.
- Напорный бассейн, располагающийся в конце деривационного канала и состоящий из напорной камеры и водоприёмника.
- Три железобетонных напорных турбинных водовода диаметром по 3,6 м и длиной по 504 м.
- Здание ГЭС, располагающееся на левом берегу между 573 и 574 км от устья реки. В здании должны быть размещены три вертикальных гидроагрегата мощностью по 26,7 МВт с радиально-осевыми турбинами, работающими на расчётном напоре 76,7 м.
- Открытое распределительное устройство (ОРУ) 220 кВ.

Установленная мощность Акбулунской ГЭС составит 87,4 МВт (в том числе головная ГЭС — 7,4 МВт), проектная среднегодовая выработка — 345,5 млн кВт·ч (в том числе головная ГЭС — 48,8 млн кВт·ч). Плотина ГЭС создаст водохранилище с нормальным подпорным уровнем 2315 м, полным объёмом 109,8 млн м³, полезным объёмом 2,05 млн м³, площадью 4,36 км² и длиной 10,7 км. Сработка водохранилища возможна в диапазоне 0,5 м, что позволит осуществлять суточное регулирование стока.

### Нарынская ГЭС-1
Вторая ступень каскада, створ плотины располагается между 568 и 569 км от устья реки Нарын. Напор на гидроагрегаты ГЭС, составляющий 44,5 м, создаётся при помощи плотины (14,6 м) и деривации (29,9 м). Сооружения станции, согласно проекту, должны включать в себя:
- Грунтовую плотину высотой 19,5 м и длиной 268,5 м. Плотина отсыпается из песчано-гравийного грунта, в качестве противофильтрационного элемента предусмотрено возведение «стены в грунте».
- Поверхностный водосброс, расположенный у плотины на правом берегу, рассчитанный на расход 1070 м³/с. Состоит из четырёх водосливных пролётов, перекрываемых сегментными затворами, подводящего канала, быстротока и бетонного отводящего лотка.
- Приплотинную малую ГЭС мощностью 1,7 МВт, предназначенную для энергетического использования обязательного санитарного попуска в нижний бьеф (10 м³/с). Расположена на левом берегу, включает в себя водоприёмник, напорный водовод (на начальном участке один, далее разветвляется на два), здание ГЭС, отводящий канал. В здании ГЭС планируется установить два горизонтальных гидроагрегата мощностью по 0,85 МВт с пропеллерными турбинами, работающими на расчётном напоре 14,6 м.
- Деривацию, расположенную на левом берегу и включающую в себя водоприёмник и деривационный канал длиной 6750 м. Канал рассчитан на расход 120 м³/с, сечение трапецеидальное (в местах пересечения с ручьями и на участках с очень крутыми склонами — прямоугольное), стены и дно канала для исключения фильтрационных потерь бетонируются.
- Напорный бассейн, располагающийся в конце деривационного канала и состоящий из напорной камеры и водоприёмника.
- Три железобетонных напорных турбинных водовода диаметром по 3,6 м и длиной по 356 м.
- Здание ГЭС, располагающееся на левом берегу. В здании должны быть размещены три вертикальных гидроагрегата мощностью по 15,3 МВт с радиально-осевыми турбинами, работающими на расчётном напоре 44,5 м.
- Открытое распределительное устройство (ОРУ) 220 кВ.

Установленная мощность Нарынской ГЭС-1 составит 47,7 МВт (в том числе головная ГЭС — 1,7 МВт), проектная среднегодовая выработка — 187,5 млн кВт·ч (в том числе головная ГЭС — 12,4 млн кВт·ч). Плотина ГЭС создаст небольшое водохранилище с нормальным подпорным уровнем 2235 м, площадью 1,32 км² и длиной 4,6 км.

### Нарынская ГЭС-2
Третья ступень каскада, створ плотины располагается между 560 и 561 км от устья реки Нарын. Напор на гидроагрегаты ГЭС, составляющий 44,7 м, создаётся при помощи плотины (11 м) и деривации (33,7 м). Сооружения станции, согласно проекту, будут включать в себя:
- Грунтовую плотину высотой 15 м и длиной 237 м. Плотина отсыпается из песчано-гравийного грунта, в качестве противофильтрационного элемента предусмотрено возведение «стены в грунте».
- Поверхностный водосброс, расположенный у плотины на правом берегу, рассчитанный на расход 1090 м³/с. Состоит из четырёх водосливных пролётов, перекрываемых сегментными затворами, подводящего канала, быстротока и бетонного отводящего лотка.
- Приплотинную малую ГЭС мощностью 1,3 МВт, предназначенную для энергетического использования обязательного санитарного попуска в нижний бьеф (10 м³/с). Расположена на левом берегу, включает в себя водоприёмник, напорный водовод (на начальном участке один, далее разветвляется на два), здание ГЭС, отводящий канал. В здании ГЭС планируется установить два горизонтальных гидроагрегата мощностью по 0,65 МВт с пропеллерными турбинами, работающими на расчётном напоре 11 м.
- Деривацию, расположенную на левом берегу и включающую в себя водоприёмник и деривационный канал длиной 5770 м. Канал рассчитан на расход 120 м³/с, сечение трапецеидальное (в местах пересечения с ручьями и на участках с очень крутыми склонами — прямоугольное), стены и дно канала для исключения фильтрационных потерь бетонируются.
- Напорный бассейн, располагающийся в конце деривационного канала и состоящий из напорной камеры и водоприёмника.
- Три железобетонных напорных турбинных водовода диаметром по 3,6 м и длиной по 239 м.
- Здание ГЭС, располагающееся на левом берегу. В здании должны быть размещены три вертикальных гидроагрегата мощностью по 15,4 МВт с радиально-осевыми турбинами, работающими на расчётном напоре 44,7 м.
- Открытое распределительное устройство (ОРУ) 220 кВ.

Установленная мощность Нарынской ГЭС-2 составит 47,6 МВт (в том числе головная ГЭС — 1,3 МВт), проектная среднегодовая выработка — 188,8 млн кВт·ч (в том числе головная ГЭС — 8,9 млн кВт·ч). Плотина ГЭС создаст небольшое водохранилище с нормальным подпорным уровнем 2188 м, площадью 0,23 км² и длиной 2 км.

### Нарынская ГЭС-3
Четвёртая, заключительная ступень каскада, створ плотины располагается между 551 и 552 км от устья реки Нарын. Напор на гидроагрегаты ГЭС, составляющий 52,5 м, создаётся при помощи плотины (9,1 м) и деривации (43,4 м). Сооружения станции, согласно проекту, должны включать в себя:
- Грунтовую плотину высотой 14 м и длиной 595 м. Плотина отсыпается из песчано-гравийного грунта, в качестве противофильтрационного элемента предусмотрено возведение «стены в грунте».
- Поверхностный водосброс, расположенный у плотины на правом берегу, рассчитанный на расход 1100 м³/с. Состоит из пяти водосливных пролётов, перекрываемых сегментными затворами, подводящего канала, быстротока и бетонного отводящего лотка.
- Приплотинную малую ГЭС мощностью 1 МВт, предназначенную для энергетического использования обязательного санитарного попуска в нижний бьеф (10 м³/с). Расположена на левом берегу, включает в себя водоприёмник, напорный водовод (на начальном участке один, далее разветвляется на два), здание ГЭС, отводящий канал. В здании ГЭС планируется установить два горизонтальных гидроагрегата мощностью по 0,5 МВт с пропеллерными турбинами, работающими на расчётном напоре 9,1 м.
- Деривацию, расположенную на левом берегу и включающую в себя водоприёмник, деривационный канал длиной 7610 м, деривационный тоннель длиной 720 м. Канал рассчитан на расход 120 м³/с, сечение трапецеидальное (в местах пересечения с ручьями и на участках с очень крутыми склонами — прямоугольное), стены и дно канала для исключения фильтрационных потерь бетонируются. Деривационный тоннель безнапорный, с обделкой из монолитного железобетона, сечение в начале 5,6×7,5 м, в конце 5,6×8,5 м.
- Напорный бассейн, располагающийся в конце деривационного канала и состоящий из напорной камеры и водоприёмника.
- Три железобетонных напорных турбинных водовода диаметром по 3,6 м и длиной по 980 м.
- Здание ГЭС, располагающееся на левом берегу. В здании должны быть размещены три вертикальных гидроагрегата мощностью по 18 МВт с радиально-осевыми турбинами, работающими на расчётном напоре 52,5 м.
- Открытое распределительное устройство (ОРУ) 220 кВ.

Установленная мощность Нарынской ГЭС-3 составит 55 МВт (в том числе головная ГЭС — 1 МВт), проектная среднегодовая выработка — 220,5 млн кВт·ч (в том числе головная ГЭС — 5,2 млн кВт·ч). Плотина ГЭС создаст небольшое водохранилище с нормальным подпорным уровнем 2141 м, площадью 0,34 км² и длиной 1,6 км.

## Экономическое значение
В результате реализации проекта строительства Верхне-Нарынского каскада ГЭС планируется достигнуть следующих целей:
- обеспечить энергетическую безопасность Кыргызстана, а также возможность экспорта электроэнергии;
- уменьшить зависимость энергетики страны от цен на органическое топливо;
- поддержать темпы экономического роста, увеличить доходную базу бюджета;
- создать значительное количество новых рабочих мест, повысить доходы, качество жизни и экономическую активность населения;
- создать предпосылки для снижения в долгосрочной перспективе тарифов на электроэнергию.

Согласно утверждённому технико-экономическому обоснованию, стоимость строительства Верхне-Нарынского каскада ГЭС составляет 24 млрд рублей, или 727 млн $ (в ценах 2013 года).

## Социальные и экологические последствия
По предварительным оценкам проектировщика, строительство каскада не окажет значительного воздействия на состояние окружающей среды. В составе каскада отсутствуют крупные регулирующие водохранилища, вследствие чего он не будет оказывать влияния на сезонное распределение стока в р. Нарын. В зоне затопления отсутствуют ценные виды животных и редкие виды растений, а также особо охраняемые природные территории, Нарынский государственный заповедник в зону влияния каскада не попадает. В нижних бьефах гидроузлов предусмотрен постоянный санитарный сток в объёме 10 м³/с, предотвращающий осушение русла реки в результате забора воды в деривацию. Запланирована полная лесоочистка и санитарная подготовка зоны затопления, снятие плодородного слоя земли с затапливаемой пашни, проведение спасательных археологических раскопок. Территории населённых пунктов не попадают в зону затопления (за исключением нескольких кошар и сараев), переселения населения не потребуется. Затапливаемые сельскохозяйственные угодья представлены преимущественно пастбищами, предусмотрено их восстановление за пределами водохранилищ. Строительство каскада и сопутствующей инфраструктуры будет способствовать повышению уровня занятости населения и его обеспечения благоустроенным жильём.

## История создания

### Проектирование
Первые проектные проработки по гидроэнергетическому использованию Верхнего Нарына относятся к 1960-м годам, когда на этом участке была предварительно выявлена возможность строительства Акбулунской ГЭС (55 МВт) и Нарынской ГЭС (150 МВт). В 1990 году по заказу Минэнерго Киргизской ССР Среднеазиатским отделением всесоюзного объединения «Гидропроект» было разработано «Уточнение Схемы гидроэнергетического использования верхнего течения р. Нарын (Верхнего Нарына)», в которой было рекомендовано освоение гидроэнергетического потенциала данного участка реки шестью ступенями: расположенными на Большом и Малом Нарыне соответственно Джаныкельской ГЭС (100 МВт) и Оруктамской ГЭС (60 МВт) с регулирующими водохранилищами, и четырьмя деривационными ГЭС на Нарыне — Акбулунской ГЭС (67 МВт) и Нарынскими ГЭС 1—3 (около 40 МВт каждая). В 2009 году ассоциацией «Гидропроект» была выполнена работа «Уточнение оптимального размещения и технико-экономических показателей первоочередных ГЭС в верхнем течении р. Нарын», согласно которой общая мощность четырёх ГЭС Верхне-Нарынского каскада ГЭС оценивалась в 191 МВт, а стоимость строительства — более 410 млн долларов США в ценах 2007—2009 годов.
В 2012 году был объявлен конкурс на разработку технико-экономического обоснования (ТЭО) проекта Верхне-Нарынских ГЭС, его победителем стало ОАО «Ленгидропроект». В ходе разработки ТЭО (главный инженер проекта — К. В. Пургин) были уточнены параметры станций каскада, определены основные проектные решения по основным сооружениям входящих в него ГЭС. Общая мощность ГЭС каскада возросла до 237,7 МВт (в том числе за счёт включения в состав гидроузлов малых головных ГЭС, что также позволило увеличить зимнюю выработку). ТЭО было утверждено в ноябре 2013 года.
В марте 2014 года с ОАО «Ленгидропроект» был подписан договор на проведение инженерных изысканий, разработку проектной и рабочей документации Верхне-Нарынского каскада ГЭС.

### Строительство
Строительство Верхне-Нарынского каскада ГЭС велось в соответствии с межгосударственным соглашением, подписанным между правительствами Кыргызской Республики и Российской Федерации 20 сентября 2012 года. В соответствии с ним в качестве оператора проекта было создано ЗАО «Верхне-Нарынские гидроэлектростанции», доли в акционерном капитале которого распределены следующим образом: ОАО «РусГидро» (Россия) — 50 % и ОАО «Электрические станции» (Кыргызстан) — 50 %. При этом 25 % акций ЗАО, из числа принадлежащих киргизской стороне, передаются в доверительное управление ОАО «РусГидро» на срок окупаемости проекта и возврата заёмных средств.
В соответствии с соглашением, финансирование строительства станций каскада должно было осуществляться российской стороной — 50 % от стоимости проекта по ТЭО вносится напрямую, ещё на 50 % российской стороной обеспечивается привлечение кредита по ставке LIBOR+1,5 %. Вклад киргизской стороны включает в себя подготовку зоны затопления, подключение к энергосетям, налоговые и таможенные льготы.
27 октября 2012 года в присутствии председателя правления «РусГидро» Е. Дода и Президента Кыргызстана А. Атамбаева состоялась церемония установки памятного знака на месте строительства Акбулунской ГЭС. Строительные работы подготовительного этапа были начаты в 12 июня 2013 года, после церемонии укладки первого кубометра бетона. В течение 2013 года велось строительство временного посёлка строителей со всей необходимой инфраструктурой, были запущены в работу бетонный завод производительностью 35 м³ бетона в час и дробильно-сортировочный комплекс. Строительство основных сооружений станций каскада было начато 16 октября 2014 года, пуск гидроагрегатов на первоочередной Нарынской ГЭС-1 планировалось осуществить в 2016 году, завершить строительство в 2019 году.
В связи с экономическим кризисом в России привлечение средств на оговоренных в соглашении условиях оказалось невозможным, что привело в 2015 году к приостановке строительства (финансировавшегося за счёт собственных средств «РусГидро»). 20 января 2016 года парламент Кыргызстана принял решение о денонсации межправительственного соглашения. Затраты «РусГидро» на строительство каскада составили $37 млн, которые в соответствии с соглашением должны быть компенсированы киргизской стороной. В 2022 году «РусГидро» выиграла международный иск в Гонконге на возмещение $37 млн. И итоге стороны урегулировали спор и правительство Кыргызстана включило этот долг в общий долг страны.
Позже Кыргызстан планировал найти других инвесторов для достройки каскада.
- Строительство Верхне-Нарынского каскада ГЭС
- Вахтовый посёлок
- Бетонный завод
- Дробильно-сортировочный комплекс